# 無連接式通訊
無連接式通訊（英語：Connectionless communication，又稱 CL-mode），又譯為免接式通訊，一種通訊傳輸模式，使用於電信及電腦網路中。在兩個端點之間傳遞的訊息，不需要事先安排，建立連線。無連接式通訊，被使用於分組交換網路中，資料被分割成小的資料包，每個封包中都攜帶著目的地的識別碼，經由硬體獨立遞送到達目的地。網際協議（IP）與使用者資料包協定（UDP）皆屬於無連接式通訊。
其優點是可以在同一個通道中，同時進行多個通訊。